# Сражение на реке Вагай
Сражение на реке Вагай — бой, состоявшийся в феврале 1583 года между отрядом казаков под предводительством Ермака Тимофеевича и татарскими войсками царевича Маметкула. Бой закончился полным разгромом и бегством татар, а также пленением Маметкула, что во многом предопределило судьбу Сибирского ханства.

## Предыстория
26 октября 1582 года казаки Ермака Тимофеевича вступили в покинутую татарами столицу Сибирского ханства — город Искер (Кашлык). Находившиеся в городе казаки испытывали серьёзные проблемы с продовольствием. Узнав от местных жителей о богатых рыбных тонях на озере Абалак (15 км от Искера), Ермак отправил на озеро отряд из 20 казаков во главе с есаулом Богданом Брязгой. 5 декабря на отряд неожиданно напали татары под предводительством царевича Маметкула и перебили казаков.

## Сражение
Ермак очень скоро узнал о случившейся трагедии от спасшегося казака и во главе крупного отряда отправился вдогонку татарам. Ермак, по сообщению Семёна Ремезова, настиг татарские войска в урочище Шаншинском (у деревни Шамси-Йортлары). Сражение состоялось 23 февраля (5 марта) 1583. После многочасового боя казаки сумели разбить многократно превосходившие их татарские силы. Савва Есипов сообщает, что была «брань великая на мног час», прекратившаяся только с наступлением темноты. Согласно документам Посольского приказа, потери татар составили 10 000 человек. Эти данные сильно преувеличены. Несмотря на это, татары всё же имели огромный численный перевес. Понеся большие потери, Маметкул с остатками войск бежал, однако вскоре попал в плен и был отправлен в Москву. После окончания боя казаки похоронили павших товарищей и вернулись в Искер. Сражение имело огромные последствия. Основные силы татар были разгромлены, что ускорило присоединение Сибири к Русскому царству.